# 身心障礙

公共场所的無障礙環境國際通用标志

身心障礙（somatopsychic disturbance/disorder）或身心失调，又称失能（disability）、殘疾、殘障、受障人士，是指由于先天或成长中發生生理或心理损伤，造成个人在社会生活方面不能充分使用自己能力的状态。
20世纪以来，世界各国为了使残疾人过上尽量正常的生活，对其保护逐渐加强，包括：康复、生活及就學補助、福利，特殊教育等服务；经济上的优惠，例如降低税收；以及立法嚴禁歧視、工作保護等。

## 定義

### 世界卫生组织
世界衛生組織用「残疾」一詞表示「身心障礙」，其定義如下：

残疾是一个总称，包括损伤、活动受限以及参与的限制。损伤是身体功能或结构方面的问题；活动受限是人在执行任务或行动时遇到的困难；而参与的限制是参与个人生活时遇到的问题。

### 中华人民共和国
1983年中国残疾人福利基金会制定《中国残疾人福利基金会宣传提纲》，将“残废人”之名称改为“残疾人”，尔后于1984年社会各界皆随中国残疾人福利基金会成立而进行更名工作。
《中華人民共和國殘疾人保障法》中定義如下：

残疾人是指在心理、生理、人体结构上，某种组织、功能丧失或者不正常，全部或者部分丧失以正常方式从事某种活动能力的人。

人口普查显示全国残疾人约占总人口的5%，折合一億兩千萬人。

#### 香港
根據香港法例第二八二章（僱員補償）條例附表一 （页面存档备份，存于）所定準則，以下三種情況，殘障程度大致上相等於失去百分之一百謀生能力：

甲、肢體殘障
1. 失去四肢其中之二的功能
2. 失去雙手或全部十隻手指的功能
3. 失去雙足的功能
4. 雙目完全失明
5. 全身癱瘓
6. 下身癱瘓
7. 因疾病、殘疾以致長期臥床
8. 導致永久地完全殘廢的其他損傷

乙、心智機能上嚴重缺陷

丙、聽覺極度受損

香港強制性公積金計劃管理局規定，以殘障為理由提早提取累算權益者，須達到「完全喪失行為能力」程度。
此外，香港政府衞生福利及食物局康復服務中央檔案室會發給殘疾人士登記證予身體機能永久傷殘或暫時受損的申請者。聽覺受損、視覺受損、肢體傷殘、弱智及器官殘障／長期病患者等均可申領此證；而港鐵於2009年12月22日推出「殘疾人士車費推廣計劃」，供12-64歲持有「殘疾程度達100%的綜合社會保障援助計劃」或「傷殘津貼」受助人均可申請「殘疾人士身分」個人八達通（於2014年5月18日起擴展至12歲以下殘疾兒童），於港鐵、輕鐵及港鐵巴士（新界西北）可享有約半價的車費優惠。而由2012年6月28日起則可享有最高HK$2的優惠；並於同年8月5日起，乘搭九巴、龍運巴士、城巴及新巴亦可享有每程優惠收費HK$2，並於2013年3月3日起再伸延至新大嶼山巴士及渡輪；另外，於2015年3月29日起分階段伸延至綠色專線小巴（於2018年8月12日起全面實施），並於2022年2月27日起再伸延至及電車、指定街渡及紅色小巴。港鐵在車站加設升降機及斜道方便殘障人士出入。

##### 聾健司法平等
聾健司法平等是由香港平等機會委員會於2022年11月15日推出的一份指引。它提供了一系列建議，旨在為聾人、聽障人士以及相關法律工作者等提供指導。其中包括與聾人和聽障人士溝通的指導原則，以及針對不同的訴訟過程提出的可行和適當的便利措施建議。

##### 無障礙計劃
在香港工業貿易署「中小企業發展支援基金」撥款資助《社聯－滙豐社會企業商務中心》，於2012年1月宣布推出無障消費計劃，向香港中小企業及社會企業推廣「優質服務．無障關懷」理念。

### 中華民國（臺灣）
中華民國於1996年經由國民大會代表結合民間身障團體力量，在國民大會修憲時將「殘障者」之名稱改為「身心障礙者」爾後相關法令皆隨《中華民國憲法》修正用詞而進行更名與相關修法工作。
中華民國《身心障礙者權益保障法》中定義如下：

身心障礙者，指下列各款身體系統構造或功能，有損傷或不全導致顯著偏離或喪失，影響其活動與參與社會生活，經醫事、社會工作、特殊教育與職業輔導評量等相關專業人員組成之專業團隊鑑定及評估，領有身心障礙證明者

中華民國《特殊教育法》中定義如下：

本法所稱身心障礙，指因下列生理或心理之障礙，經專業評估及鑑定具學習特殊需求，須特殊教育及相關服務措施協助之情形

內政部在2012年底統計的結果，領有中華民國身心障礙手冊者人數達112萬5千人。，近10年來增加29萬人或增3成4，其中以65歲以上者增加39.3％最多，18-未滿65歲者增加33.9％次多、12-未滿18歲者增加30.3％居第三；身心障礙者占總人口比率為4.8％亦較91年底提升1.1個百分點。

#### 新制身心障礙類別
依據《身心障礙者權益保障法》規定，自2012年7月11日起推行身心障礙鑑定及需求評估新制，新制推動後，身心障礙的分類由舊制16類改為依據WHO所頒布的「國際健康功能與身心障礙分類系統（簡稱ICF）」之8大分類，且新制的精神，是以醫事與物理治療評量等專業人員組成專業團隊進行鑑定及評估，對於合於規定者核發「身心障礙證明」；另增加需求評估制度，部分福利服務項目會依需求評估結果提供服務。依照身心障礙新制，身心障礙類別共有8類，分別為：第一類神經系統構造及精神、心智功能、 第二類眼、耳及相關構造與感官功能及疼痛、第三類涉及聲音與言語構造及其功能、第四類循環、造血、免疫與呼吸系統構造及其功能、第五類消化、新陳代謝與內分泌系統相關構造及其功能、第六類泌尿與生殖系統相關構造及其功能、第七類神經、肌肉、骨骼之移動相關構造及其功能、第八類皮膚與相關構造及其功能、多重障礙者及經中央衛生主管機關認定，因罕見疾病而致身心功能障礙、其他經中央衛生主管機關認定之障礙者（染色體異常、先天代謝異常、先天缺陷）。

##### 第一類：神經系統構造及精神、心智功能
- 智能障礙者
- 植物人
- 失智症者
- 頑性（難治型）癲癇症者
- 自閉症
- 慢性精神病

##### 第二類：眼、耳及相關構造與感官功能及疼痛
- 視覺障礙者
- 聽覺障礙者
- 平衡障礙者

##### 第三類：涉及聲音與言語構造及其功能
- 聲音機能或語言機能障礙者

由於器質性或機能性異常導致語言理解、語言表達、說話清晰度、說話流暢性或發聲產生困難。

##### 第四類：循環、造血、免疫與呼吸系統構造及其功能
- 重要器官失去功能者-心臟
- 重要器官失去功能者-造血機能
- 重要器官失去功能者-呼吸器官

##### 第五類：消化、新陳代謝與內分泌系統相關構造及其功能
- 重要器官失去功能-吞嚥機能
- 重要器官失去功能-胃
- 重要器官失去功能-腸道
- 重要器官失去功能-肝臟

##### 第六類：泌尿與生殖系統相關構造及其功能
- 重要器官失去功能-腎臟
- 重要器官失去功能-膀胱

##### 第七類：神經、肌肉、骨骼之移動相關構造及其功能
- 肢體障礙者

##### 第八類：皮膚與相關構造及其功能
- 顏面損傷者

#### 新制身心障礙等級
- 分輕度、中度、重度、極重度等4級。

#### 永久效期身心障礙手冊換發身心障礙證明
- 執永久效期身心障礙手冊者，2015年7月11日至2019年7月10日，應依直轄市、縣（市）主管機關指定期日及方式，辦理重新鑑定及需求評估或換發身心障礙證明。[13]

### 美国
美国在1990年通过了（Americans with Disabilities Act）。2000年的人口普查显示，大约1/5的美国人有可诊断的身心障礙，其中一半的人有严重身心障礙。

## 支持與援助

### 輔助科技
輔助科技或輔具是泛指可以協助身心障礙者，減少其生活不便的設備等。第一個有記錄的輔具是義肢，出現在西元前1800年，輪椅是在17世紀出現，路沿石切是和輪椅有關的結構創新，其他的例子有站立架、文字電話、大字印刷、點字、语音识别軟體等。身心障礙者常會發展一些個人或群體改善身障不便的方式，例如在公開場合壓抑身體抽搐的方式（妥瑞症）或是聽障人士溝通用的手語。
隨著個人電腦越來越普及，許多組織也希望調整電腦的軟體或硬體，讓身障者更容易使用電腦。這類的軟體及硬體，例如Voice Finger、JAWS螢幕讀軟體、自由及開源的Orca等是專門針對身障者設計，而像是Dragon NaturallySpeaking等軟體不是專門針對身障者設計，但可以增加身障者使用的便利性。紐西蘭設計的LOMAK鍵盤也是專門針對身障者設計。全球資訊網協會了解需要針對身障者提出網頁無障礙的國際標準，因此提出的網頁無障礙倡議（Web Accessibility Initiative，簡稱WAI），在2012年12月時對應標準已變成WCAG 2.0（WCAG =網頁內容無障礙指南）。

### 身障者的運動

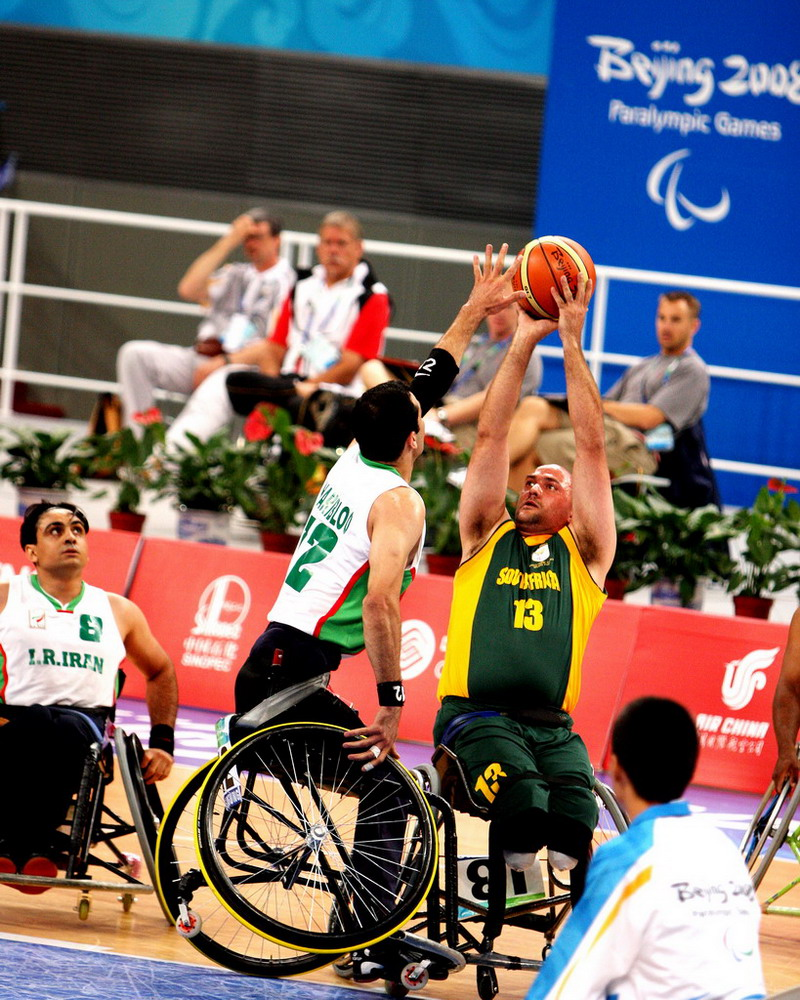
2008年夏季殘奧會輪椅籃球比賽中，南非和伊朗的比賽

殘奧會在夏季及冬季奧運會後舉行，残奥会包括各種有身心障礙的運動員。第一屆的残奥会是1960年在羅馬舉行，在成員國中也有一些身障者運動的組織，程度從娛樂性質到專業的都有，例如美國的Disabled Sports USA及BlazeSports America等。
1948年時英格蘭的醫生路德維希·古特曼在英格蘭為二次大戰時的脊髓損傷軍人組織了一個運動競賽團體，四年之後，荷蘭開始有參加者加入了這運動會。這就是帕運會的起源。
2006年成立了Extremity Games，為了讓身體障礙者（尤其是短少肢體者）可以在極限運動中競爭。

### 身體障礙者就學
身體的限制下，所以可能就會需要有特殊教育的學校，來幫助這些身體障礙者的學生
在中華民國的國民教育，有相關的老師在資源教室當中，去協助一些可以在普通學校當中上課的身心障礙學生；但是有些無法上普通學校的學生，如聽覺或是視覺障礙，會有啟聰學校來教育聾人手語，或是讀唇語等基本溝通方式，啟明學校也會教導點字等教育。

### 身體障礙者就業
如果在工作場所的無障礙空間，並沒有做的很完善，甚至於是身體障礙者本身的障礙是過於嚴重，基本上都會限制身體障礙者本身就業的可能性與機會。
1990年5月19日，时任马来西亚首相马哈迪·莫哈末的夫人茜蒂哈斯玛推出扩大残疾人就业机会运动，使得残疾人开始在马来西亚劳动力市场上受到关注，私营部门也开始为他们扩大就业机会。

### 身體障礙者居住
由於目前台灣的建築物仍缺乏無障礙環境，身體障礙者相對地比一般人更難找到合適的住所，再加上大多數房東對身體障礙者的偏見，都很排斥租屋給他們，所以身體障礙者的居住問題是難上加難。
過去，台灣政府發展身心障礙大型機構，把身體障礙者集中管理，導致許多身體障礙者與社會隔離，近年台灣簽定身體障礙者權益公約，依照公約的精神，教養院等大型機構應轉型，政策應朝向社區居住發展，以維護身障者的居住權益。
2017年11月，陽明大學衛生福祉研究所周月清教授在「身心障礙者權利公約-初次國家報告」國際審查會議後表示，教養院大型機構不但不人道，更是非常昂貴的服務模式，預算是「社區居住」服務模式的272倍，應把機構教養院的預算移轉到來做社區居住及個人助理服務。

### 其他
台灣的「身心障礙者權益保障法」第五章「支持服務」規定了一系列對身障者的支持服務。例如第53條規定：「運輸營運者應於所服務之路線、航線或區域內，規劃適當路線、航線、班次、客車（機船）廂（艙），提供無障礙運輸服務。」；第56條規定：「公共停車場應保留百分之二停車位，作為行動不便之身心障礙者專用停車位，車位未滿五十個之公共停車場，至少應保留一個身心障礙者專用停車位。非領有專用停車位識別證明者，不得違規占用。」。第59條規定「身心障礙者進入收費之公營或公設民營風景區、康樂場所或文教設施，憑身心障礙證明應予免費；其為民營者，應予半價優待。」。

## 統計資料
全球身心障礙人數的估計是很複雜的議題，人數會依身心障礙的定義而有很大的變化。人口統計學家同意身心障礙者的人口數很多，以2004年為例，世界衛生組織估計世界上有六十五億人口，其中約有一億有中度或重度的身心障礙。在美國，身心障礙者是第三大的少數族群，次於西班牙裔及非裔美國人，在美國這三個族群都約有三千多萬人。根據美國人口普查局的資料，2004年有三千二百萬人的成人（超過18歲）有身心障礙，另外有五百萬人的兒童及青少年（不滿18歲）有身心障礙 。
一般專家認為在開發中國家的身心障礙比例較高。身心障礙和貧窮有時會形成惡性循環的關係。
在第一次世界大戰時，歐洲將近八百萬人有永久的身心障礙。越戰退伍軍人中至少有21,000人有永久的身心障礙。在2008年美國的退伍軍人中有超過二千九百萬人有身心障礙，比2001年多了25%。
在阿富汗戰爭後，造成了超過一百萬的身心障礙者。阿富汗是世界上身障發生比率最高的國家。估計約有八萬名阿富汗人的手或腳有殘缺，多半是因為地雷爆炸造成。
澳洲2009年統計，約有400萬人（佔全國人口18.5%）是身心障礙者，至2022年升至550萬人（佔全國人口21.4%）。

## 延伸閱讀
- 鄺浩然︰【用心聽 聾健共融】通識教材套 （页面存档备份，存于），龍耳出版，2013年9月